# موهون (بوركينا فاسو)
موهون هي محافظات بوركينا فاسو، تتبع بوكل دو موهون، بلغ عدد سكانها 359,302 نسمة في 2013، عاصمتها ديدوجو ‏، تبلغ مساحتها 6,668 كيلومتر مربع.